# Aldo Giuntoli
Aldo Giuntoli (Empoli, 29 novembre 1914 – Empoli, 16 agosto 2002) è stato un politico italiano, antifascista, responsabile nella Resistenza, partigiano, sindaco di Signa, consigliere comunale a Empoli per il Pci dal 1956 al 1964.

## Biografia
Meccanico e ferroviere, attivista clandestino comunista, Giuntoli fu arrestato nel 1939 per appartenenza a organizzazione comunista e condannato dal Tribunale Speciale per la Difesa dello Stato a otto anni di reclusione.
Liberato nell'agosto 1943, partecipò alla Resistenza al comando della 23ª Brigata Garibaldi “Guido Boscaglia”, formazione che prese il nome da Guido Radi, detto Boscaglia, partigiano di Radicondoli, Siena, ucciso a diciannove anni l'8 maggio 1944 a Massa Marittima, provincia di Grosseto, a seguito di un'imboscata di militi fascisti. Giuntoli fece poi parte del Corpo Volontari della Libertà, in cui si arruolò il 13 febbraio 1945.
Dal settembre 1943, quando la zona empolese venne occupata dai tedeschi, e fino all'assunzione di responsabilità di primo piano nella lotta partigiana, nella quale si impegnò con il nome di battaglia di Marco, Giuntoli si adoperò per fornire assistenza ai giovani disertori e renitenti alla leva, i quali erano minacciati di morte dalle autorità della RSI, decise ad inserirli nell'esercito repubblichino schierato agli ordini dei nazisti.
Dopo la guerra Giuntoli sposò Dirce Scarazzati, attivista antifascista nata a Milano il 15 dicembre 1920. Dirce, dopo aver trascorso qualche anno con la famiglia in Belgio e in Francia per il tentativo del padre di sfuggire alle persecuzioni fasciste, rientrò in Italia nel 1939, qui venne arrestata e restò in carcere fino al 23 agosto 1943; dopo l'8 settembre 1943 riprese la lotta antifascista, mantenendo i contatti tra il Comitato di Liberazione Nazionale e le fabbriche a Milano, poi a Torino, dove divenne staffetta delle formazioni partigiane. Dopo la Liberazione, Dirce ritornò a Milano, diventando segretaria provinciale dell'Unione Donne Italiane (UDI). Nel 1946, mentre in Puglia dirigeva il lavoro femminile del PCI, incontrò Aldo Giuntoli già funzionario del partito: i due si sposarono ed Empoli divenne la sua nuova città, dove combatté le sue battaglie per la democrazia e la pace. Fu amica fraterna di Rina Chiarini, 1909-1995, e di suo marito Remo Scappini, 1908-1994. Dirce morì a Empoli il 21 aprile 2002.
Nel dopoguerra Aldo Giuntoli fu capostazione dello scalo ferroviario di Empoli e per nove mesi, dal 13 marzo al 29 dicembre 1971, Sindaco di Signa. Fu consigliere comunale a Empoli dal 1956 al 1964.
Aldo Giuntoli morì in ospedale alcune settimane dopo essere stato colto da ischemia cerebrale. I suoi funerali si svolsero in forma civile a Empoli il 17 agosto 2002.